# Інтернаціональні бригади

Трипроменева зірка - Емблема Інтербригад

Прапор 1-го батальйону ім. Лінкольна 15-ї інтербригади

Інтернаціональні бригади або інтербригади — бойові частини з іноземців, які воювали у Громадянській війні в Іспанії на боці урядових сил.
Інтербригади були республіканськими військовими формуваннями під час Громадянської війни в Іспанії, сформованими із добровольців із 53-х різних держав, що прибули до Іспанії, щоб воювати на боці республіканського уряду Народного фронту між 1936-м та кінцем 1938 року. Бригади формувалися переважно за мовною ознакою. Найвідоміші: ім. Лінкольна — англійська, ім. Тельмана — німецька, ім. Гарібальді — італійська, батальйон Андре Марті — французький. З боку СРСР у війні брали підрозділи Червоної армії та кадрові офіцери, котрі мали підроблені документи та офіційно називалися «добровольцями».
Інтербригади воювали на боці республіканського уряду проти іспанських повстанців — націоналістів, якими керував генерал Франсіско Франко, і якого активно підтримувала націонал-соціалістична Німеччина Адольфа Гітлера та фашистська Італія Беніто Муссоліні.
Інтербригади налічували до 35 000 чоловіків та жінок.  Всього за часи війни майже 5 тисяч із них загинули або зникли безвісти (більше за інших — громадяни Франції, а також Італії та Польщі), ще близько 6 тисяч дезертували або були страчені за наказами командування інтербригад. Більшість іноземних добровольців виїжджали з Іспанії після 3-6 місяців служби в Інтербригадах.

## Роти
- Українська рота інтербригад імені Тараса Шевченка